# Valenzana Calcio 2002-2003
Questa voce raccoglie le informazioni riguardanti la Valenzana Calcio nelle competizioni ufficiali della stagione 2002-2003.

## Rosa
| N. |                   | Ruolo | Calciatore            |
| -- | ----------------- | ----- | --------------------- |
| -  | Italia (bandiera) | D     | Cristiano Bacci       |
| -  | Italia (bandiera) | C     | Fabio Bello           |
| -  | Italia (bandiera) | D     | Alessio Biagetti      |
| -  | Italia (bandiera) | C     | Massimiliano Biasotti |
| -  | Italia (bandiera) | D     | Antonio Calabrò       |
| -  | Italia (bandiera) | D     | Andrea Citterio       |
| -  | Italia (bandiera) | C     | Davide Di Terlizzi    |
| -  | Italia (bandiera) | D     | Andrea Farabegoli     |
| -  | Italia (bandiera) | A     | Felice Foglia         |
| -  | Italia (bandiera) | D     | Gianluca Gibellini    |
| -  | Italia (bandiera) | A     | Federico Lauria       |
| -  | Italia (bandiera) | A     | Donato Colonna        |

| N. |                   | Ruolo | Calciatore         |
| -- | ----------------- | ----- | ------------------ |
| -  | Italia (bandiera) | D     | Piero Lo Gatto     |
| -  | Italia (bandiera) | A     | Simone Malatesta   |
| -  | Italia (bandiera) | D     | Stefano Mercuri    |
| -  | Italia (bandiera) | D     | Giampaolo Morabito |
| -  | Italia (bandiera) | D     | Marco Pedretti     |
| -  | Italia (bandiera) | C     | Maurizio Rizzoli   |
| -  | Italia (bandiera) | A     | Maurizio Sala      |
| -  | Italia (bandiera) | C     | Davide Taverna     |
| -  | Italia (bandiera) | P     | Oscar Verderame    |
| -  | Italia (bandiera) | C     | Michele Zamboni    |